# Lista över Montenegros regenter
Lista över Montenegros regenter. Montenegro (serbiska: Crna Gora) hette tidigare Duklja och Zeta. Runt år 1500 började man nämna Montenegro med dess nuvarande namn. Duklja var en av de sex serbiska furstendömena som existerade under medeltiden. Se även lista över Serbiens regenter.

## Härskare över Duklja
- Petar (eller Predimir) (c. 854) var prins av Duklja, Travunia, Zahumlje och Podgoria.
- Hvalimir I (900-talet) son till Petar.
- Sylvester (900-talet) son till Bolislav, brorson till Hvalimir I, prins av Travunia.
- Tugemir (900-talet) son till Sylvester.
- Hvalimir II (900-talet) son till Tugemir.
- Petrislav (971 - 990) son till Hvalimir II, ärvde även sin broder Miroslavs domäner runt Podgoria.
- (Jovan) Vladimir (990 - 1016) son till Petrislav, även känd som sankt Jovan Vladimir.
- Dragomir (1016 - c. 1034) vassal till Bysans.

### Vojislavljević-dynastin
Från cirka 1030 tar Vojislavljević-dynastin makten över Raška, Duklja, Travunia och Zahumlje. Deras makt låg dock centrerad i Duklja och särskilt efter 1118 då Uroš I tvingar bort kung Đorđe från Raška.
- Stefan Vojislav (c. 1034 - 1050) grundare av Vojislavljević-dynastin.
- Mihaljo (c. 1050 - 1081) son till Stefan Vojislav, tog troligen titeln kung och kröntes av påven Gregorius VII.
- Konstantin Bodin (1081 - 1101) son till Mihajlo.
- Mihajlo II Vojislav och Dobroslav II (1101 - 1102) söner till Konstantin Bodin.
- Dobroslav II (1102) ensam regent.
- Kočopar (1102 - 1103)
- Vladimi (1103 - 1113) brorson till Konstantin Bodin.
- Đorđe (1113 - 1118) son till Konstantin Bodin, avsatt i Raška av Uroš I.
- Grubeša (1118 - 1125)
- Đorđe (1125 - 1131) andra regeringstid.
- Gradihna (1131 - 1146)
- Radoslav (1146 - 1162) son till Gradihna.
- Mihajlo III Vojislav (1162 - 1186) den sista regenten av Duklja.

Duklja styrs sedan av regenterna av Raška (Serbien), inkluderat Vukan II från Nemanjić-ätten som styrde Duklja separat från Raška mellan åren 1196 och 1208.

## Härskare över Zeta
Efter Stefan Dušans död 1355 delas det serbiska riket upp mellan olika makthavare som formellt fortfarande stod under den nya serbiske tsaren Stefan Uros V. I Zeta (tidigare benämnt som Duklja) tar Balša I makten och grundar Balšić-dynastin.

### Balšić-dynastin
- Balša I (1356 - 1362)
- Đurađ I (1362 - 1378)
- Balša II (1378 - 1385)
- Đurađ II (1385 - 1403)
- Balša III (1403 - 1421)

Efter Balša III:s död styrs Zeta av Serbien. Balša III gav landet till sin farbror Stefan Lazarević som var despot av Serbien. En annan despot av Serbien, Đurađ Branković, styr efter Stefan Lazarević tills Crnojević-dynastin tar makten i Zeta.

### Despoter av Serbien
- Stefan Lazarević (1421 - 1427)
- Đurađ Branković (1427 - 1435)

### Crnojević-dynastin
- Stefan I Crnojević (1435 - 1465)
- Ivan I Crnojević (1465 - 1490)
- Đurađ IV Crnojević (1490 - 1496)
- Stefan II Crnojević (1496 - 1498)
- Ivan II Crnojević (1498 - 1515)
- Đurađ V Crnojević (1515 - 1516)

## Härskare av Montenegro
Från 1516 styrs Montenegro av vladikor (furstbiskopar).
- Vavil (1516 - 1520) vladika från 1493.
- German II (1520 - 1530)
- Pavle (1530 - 1532)
- Vasilije I (1532 - 1540)
- Nikodim (1540)
- Romil (1540 - 1559)
- Makarije (1559 - 1561)
- Ruvim I (1561 - 1569)
- Pahomije II Komanin (1569 - 1575)
- Gerasim (1575 - 1582)
- Venijamin (1582 - 1591)
- Nikanor (1591 - 1593)
- Stefan (1591 - 1593) medregent med Nikanor.
- Ruvim II Boljević-Njegoš (1593 - 1637)
- Madarije I Kornečanin (1637 - 1649)
- Visarion I (1649 - 1659)
- Madarije II Kornečanin (1659 - 1673)
- Ruvim III Buljević (1673 - 1685)
- Vasilije II Velikrasić (1685)
- Visarion II Banjica (1685 - 1692)
- titeln vakant (1692 - 1694)
- Sava I Kaluđerović (1694 - 1696)

### Vladikor frånhuset Petrović-Njegoš
- Danilo I (1696 - 1735)
- Sava II (1735 - 1781)
- Vasilije III (1750 - 1766) medregent till Sava II.
- Arsenije Plamenac (1781 -1784)
- Petar I (1784 - 1830)
- Petar II Petrović-Njegoš (1830 - 1851)
- Danilo II (1851 - 1852)

## Prinsar av Montenegro
- Danilo II (1852 - 1860)
- Nikola I (1860 - 1910)

## Kungar av Montenegro
- Nikola I (1910 - 1918)

Efter första världskriget annekteras Montenegro av Serbien för att sedan ingå i Jugoslavien. Kungen av Serbien blev kung även av Montenegro och Montenegros kung Nikola I avsattes. Därefter har Petrović-Njegoš-dynastins huvudmän varit titulärkungar av Montenegro.

### Huvudmän förhuset Petrović-Njegoš
- Nikola I (1918 - 1921)
- Danilo III (1921)
- Michael (1921 - 1986)
- Nikola II (1986 - ) nuvarande tronpretendent.

## Montenegros presidenter

Presidentens standar.

Montenegros president var en post inom de federala staterna Förbundsrepubliken Jugoslavien och Serbien och Montenegro. 
När Montenegro blev självständigt 2006 blev president Filip Vujanović statschef. År 2018 efterträddes han av Milo Đukanović.